# Rifugio Chiusa al Campaccio
Il rifugio Chiusa al Campaccio (in tedesco Klausener Hütte) è un rifugio CAI che si trova a 1.923 m, nel territorio comunale di Chiusa in Provincia autonoma di Bolzano.

## Storia

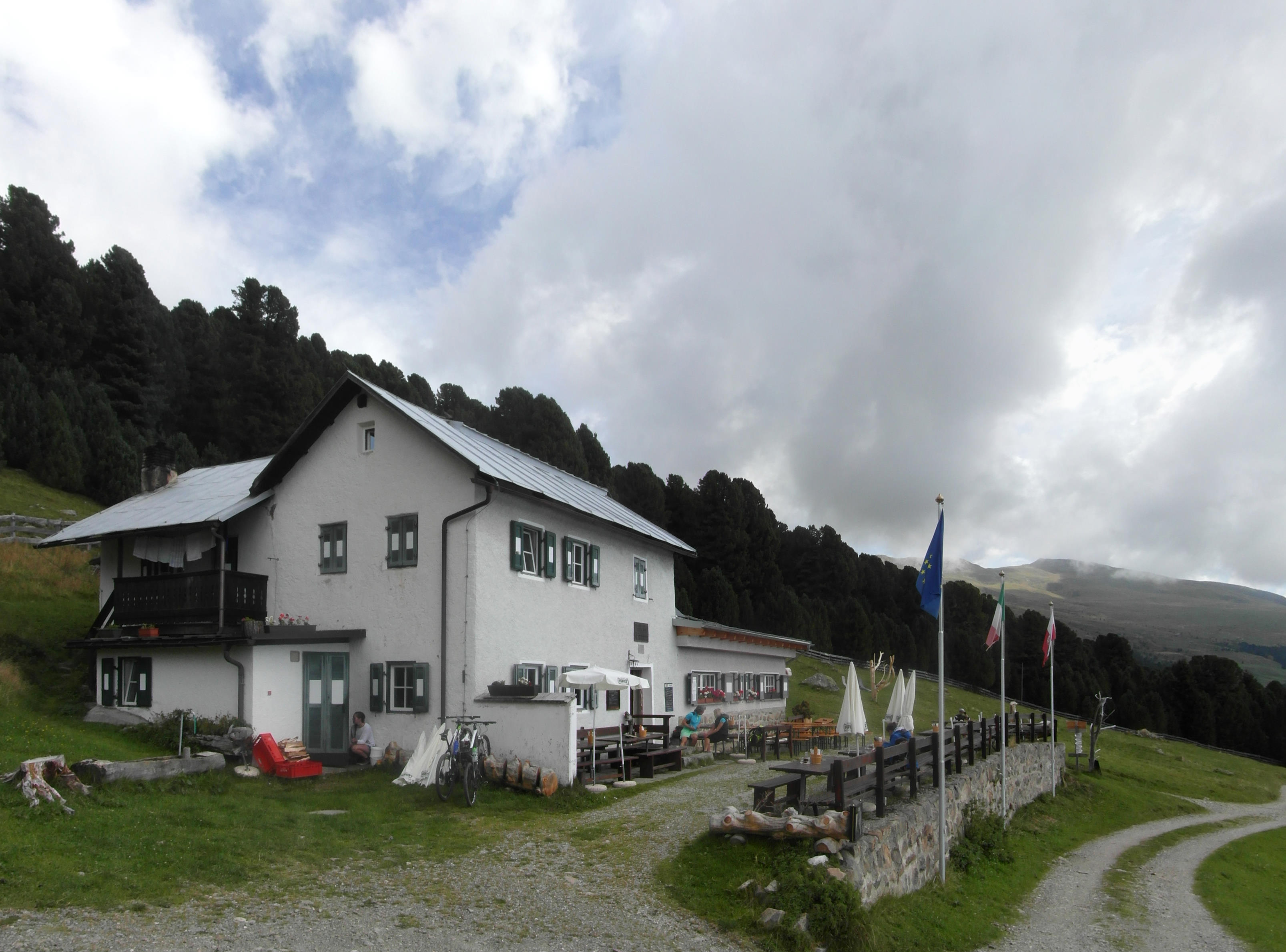
Altra vista del rifugio

Il rifugio si trova nei pascoli dell'Alpe Campaccio ad una quota pari a 1.923 m s.l.m., e situato alla base Cima di San Lorenzo, lato sud, appartenente ai monti Sarentini Orientali.
Ha avuto origine come semplice edificio utilizzato come malga; nel corso degli anni fu più volte ristrutturato anche da privati come nel 1908, e appartiene dal 1924 alla sezione del CAI di Bolzano che lo ha restaurato dopo la seconda guerra mondiale negli anni 50.

## Accessi
- dal parcheggio del maso Kühhof (1.587 m), in 1.30 ore

## Traversate
- al rifugio Santa Croce di Lazfons (Schutzhaus Latzfonserkreuz), 2.305 m, sentiero n. 17, in 1 ora
- al rifugio Lago Rodella (Radlseehütte), 2.284 m, sentiero n. 8, in 3 ore
- al rifugio Lago Rodella (Radlseehütte), 2.284 m, per la forcella di San Lorenzo, sentiero n. 8 e 7
- al rifugio Forcella Vallaga (Marburgerhütte), 2.299 m, per la forcella di san Cassiano e il Tellerjoch, sentiero n. 17, 5, 13 e 16, in 5 ore

## Ascensioni
- Cima di San Lorenzo (Lorenzispitze), 2.620 m, in 2 ore su un percorso facile
- Corno Planca (Plankenhorn), 2.543 m, in 2,5 ore su un percorso facile